# Wugigarra jiman
Wugigarra jiman är en spindelart som beskrevs av Huber 200. Wugigarra jiman ingår i släktet Wugigarra och familjen dallerspindlar.
Artens utbredningsområde är Queensland. Inga underarter finns listade i Catalogue of Life.